# Bob l'éponge : The Cosmic Shake
Bob l'éponge : The Cosmic Shake (SpongeBob SquarePants: The Cosmic Shake) est un jeu de plateforme basé sur la série animée de Nickelodeon, Bob l'éponge. Développé par Purple Lamp Studios, qui avait précédemment développé le titre Bob l'éponge : Bataille pour Bikini Bottom - Réhydraté, il est édité par THQ Nordic. Le jeu est sorti sur Microsoft Windows, Nintendo Switch, PlayStation 4 et Xbox One le 31 janvier 2023. iOS le 12 décembre 2023, et Android le 21 décembre 2023.

## Système de jeu
The Cosmic Shake est un jeu de plateforme 3D. En tant que Bob l'éponge, le joueur navigue à travers plusieurs mondes thématiques distincts, connus sous le nom de "Wishworlds" dans le jeu, avec l'aide de Patrick, qui a été transformé en ballon,.  

## Développement et sortie
The Cosmic Shake est développé par Purple Lamp Studios, qui avait auparavant développé le titre SpongeBob SquarePants : Battle for Bikini Bottom – Rehydrated.  Le projet a été imaginé après le succès commercial de Rehydrated et est conceptualisé comme une suite spirituelle de ce jeu. Alors que Battle For Bikini Bottom avait trois personnages jouables : SpongeBob, Patrick et Sandy, chacun avec une ou plusieurs capacités spéciales. Pour The Cosmic Shake, Purple Lamp a décidé de se concentrer uniquement sur SpongeBob et de lui donner beaucoup de nouvelles compétences. Les costumes à débloquer sont devenus un élément central du jeu. 
THQ Nordic a annoncé le jeu pour la première fois le 17 septembre 2021, dans le cadre de la conférence de leur dixième anniversaire. THQ Nordic a dévoilé une nouvelle bande-annonce, présentant le gameplay, à la fin de la conférence du THQ Showcase 2022 le 12 août 2022. 
Le 6 décembre 2022, une date de sortie est communiquée via une vidéo de l'éditeur, THQ Nordic, sur sa chaine YouTube. Le jeu est sorti sur Microsoft Windows, Nintendo Switch, PlayStation 4 et Xbox One,. 